# Lava (divinité)
Lava (en sanskrit: लव) et son frère jumeau Koucha (en), sont les enfants de Rāma et Sītā dans la mythologie hindoue. Son histoire est racontée dans l’épopée hindoue Ramayana. Il est décrit comme possédant un teint blanchâtre et doré issu de sa mère, Sītā, tandis que son frère Koucha possède un teint noirâtre issu de son père, Rāma.

## Naissance et enfance

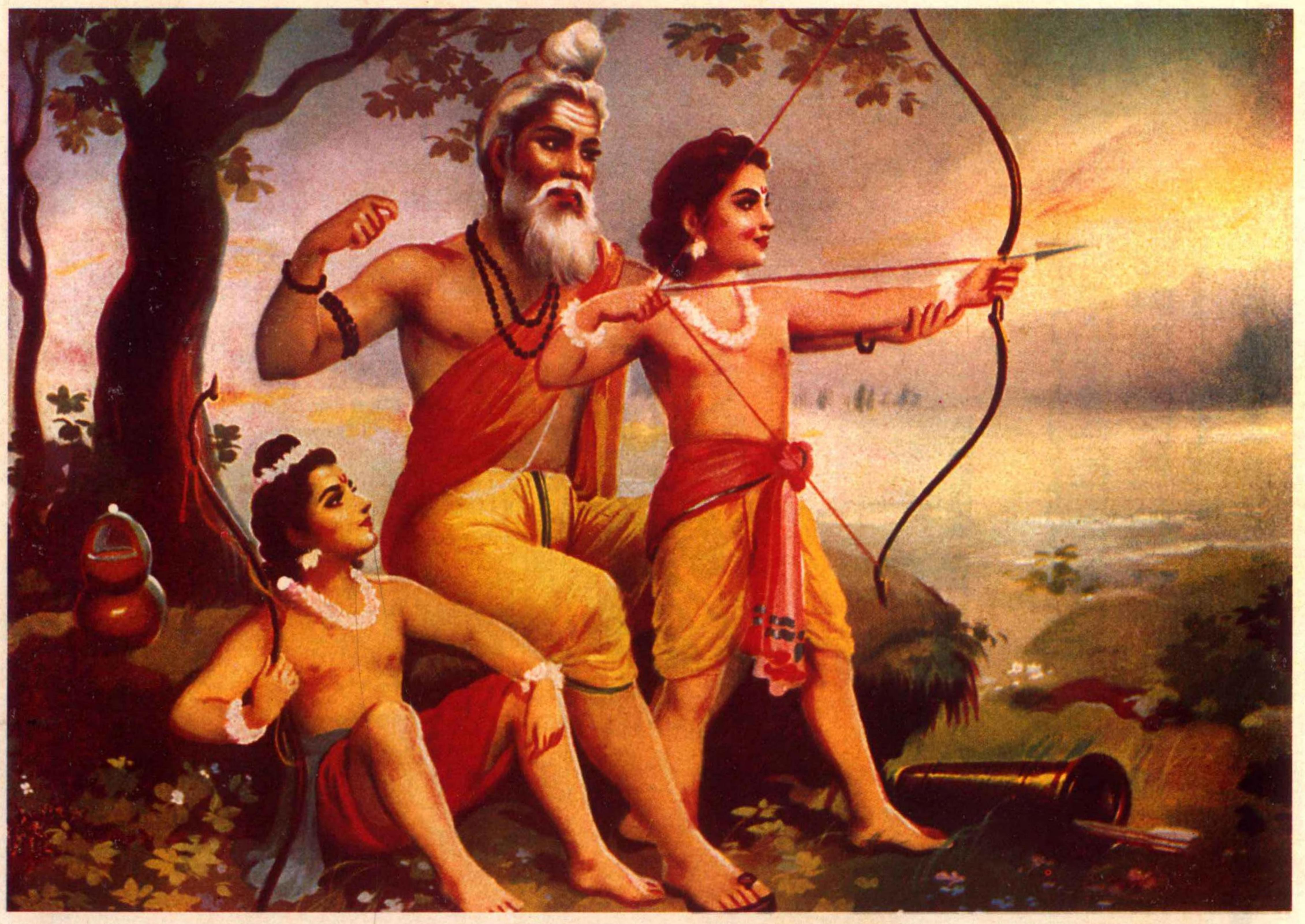
Vâlmîki entraînant Lava et Koucha au tir à l'arc.

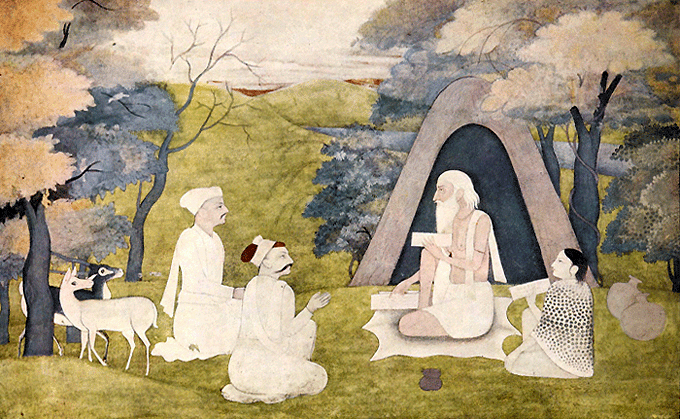
Vâlmîki enseignant le Ramayana à Lava et Koucha.

Le premier chapitre du Ramayana, Balakanda (en) , mentionne le poète légendaire Vâlmîki racontant le Ramayana à ses disciples, Lava et son frère jumeau Koucha. Cependant sa naissance et son enfance sont racontés dans le dernier chapitre Uttara Kanda, qui ne serait pas une œuvre écrite par Vâlmîki,. Selon l'épopée, après que Sītā et Rāma furent couronnés à la tête du royaume mythique d'Ayodhya, ce dernier eu des suspensions sur la chasteté de sa femme et la bannie du royaume (en). Alors enceinte, elle se réfugie dans l'ashram de Vâlmîki situé au bord de la rivière Tamsa. Lava et Koucha naissent à l'ashram et sont éduqués et formés aux compétences militaires par le Sage Vâlmîki. Dans le même temps, ils apprennent l'histoire de leur père Rāma.

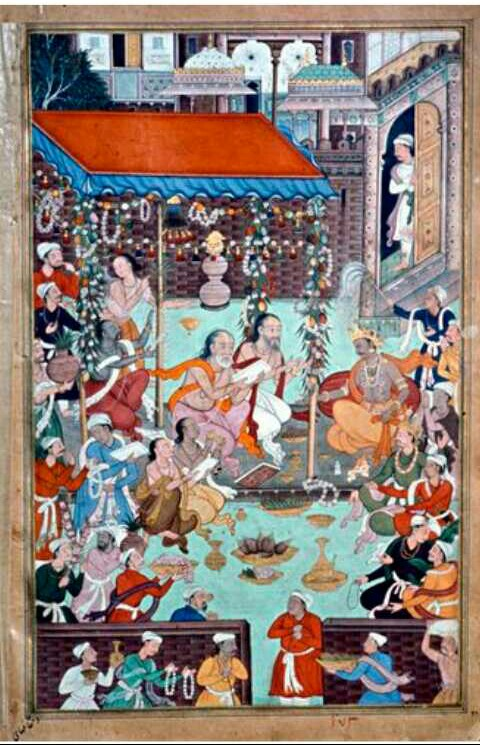
Koucha et Lava récitant le Ramayana à la cour de Rāma.

Vâlmîki avec Lava, Koucha et Sītā déguisée se rendent à un Ashvamedha organisé par Rāma.
Dans certaines versions, Lava et Koucha chantent le Ramayana en présence de Rāma et d'un vaste public. Lorsque Lava et Koucha récitent l'exil de Sītā, Rāma est affligé et Vâlmîki confirme les dires sur Sītā, témoignant de son innocence. Cette dernière déclare que Lava et Koucha sont ses fils et sa fidélité envers son mari. Après que Rāma est exprimé son désir de se réconcilier avec elle, Sītā fait appel à sa mère, la déesse de la terre, Bhūmi, pour la recevoir et alors que la terre s'ouvrait, Sītā y disparut. Même s'il déplore la perte de sa femme, Rāma reconnaît ses fils et recherche leurs compagnies.
Dans certaines versions, Lava et Koucha capturent le cheval sacrificiel et partent vaincre les frères de Rama (Lakshmana, Bharata et Shatrughna) et leurs armées. Lorsque Rāma vient se battre à leurs cotés, Sītā intervient et réunit père et fils.
Après la réunion avec leur père, Lava et Koucha fondent respectivement les villes de Lavapuri (Lahore) et Kasur et en deviennent leurs dirigeants. Le roi du Kosala, Rāma, installe son fils Lava à Sāvatthī et Koucha à Kouchavati (en) pour diriger avec lui.
Dans l'Ananda Ramayana (en), Lava possède une femme nommée Sumati et dirige avec elle la ville de Lavapuri et le royaume de Sāvatthī.

## Dans la culture populaire
Lava est le fondateur légendaire la ville de Lavapuri (la ville moderne de Lahore ) au Pakistan actuel, qui porte son nom.
Il y a un temple associé à Lava (ou Loh) à l'intérieur de Shahi Qila, à Lahore.